# Journal of Magnetism and Magnetic Materials
Journal of Magnetism and Magnetic Materials («Журнал Магнетизм и магнитные материалы») — рецензируемый научный журнал, в котором освещаются как фундаментальные исследования в области магнетизма, так и технические приложения, включая магнитную запись. Публикует полноценные научные статьи, обзорные статьи и «Письма в редакцию». В специальном разделе «Хранение информации: основные и прикладные» рассматриваются материалы о магнитных носителях.
Главный редактор — Марсело Кнобел.

## Индексирование
Журнал индексируется в более чем 40 базах данных, включая Текущее содержание/«Физика», Compendex, Inspec, CSA/ASCE Civil Construction Abstracts и «Scopus».

## Известные статьи
Согласно Journal Citation Reports, в 2017 году журнал имеет импакт-фактор 3,046, занимая 22-е место из 67 журналов в категории «Физика конденсированного состояния» 
В июне 2017 года три наиболее цитируемых статьи были:
- J; Nogués. Exchange bias (англ.) // Journal of Magnetism and Magnetic Materials : journal. — 1999. — February (vol. 192, no. 2). — P. 203—232. — doi:10.1016/S0304-8853(98)00266-2. — Bibcode: 1999JMMM..192..203N.
- A.E.; Berkowitz. Exchange anisotropy — a review (англ.) // Journal of Magnetism and Magnetic Materials : journal. — 1999. — October (vol. 200, no. 1—3). — P. 552—570. — doi:10.1016/S0304-8853(99)00453-9. — Bibcode: 1999JMMM..200..552B.
- R.H.; Kodama. Magnetic nanoparticles (англ.) // Journal of Magnetism and Magnetic Materials : journal. — 1999. — October (vol. 200, no. 1—3). — P. 359—372. — doi:10.1016/S0304-8853(99)00347-9. — Bibcode: 1999JMMM..200..359K.